# Blaisdon
Blaisdon est un village et une paroisse civile anglaise située dans le district de Forest of Dean et le comté du Gloucestershire.
Blaisdon est situé à 15 km environ à l'ouest de Gloucester. Sa population en 2005 a été estimée à 249 habitants. 
Le village a donné son nom à la prune rouge Blaisdon, qui a été créée par John Dowding Tanhouse à la fin du XIXe siècle et utilisée dans la préparation de confitures.